# Самхан

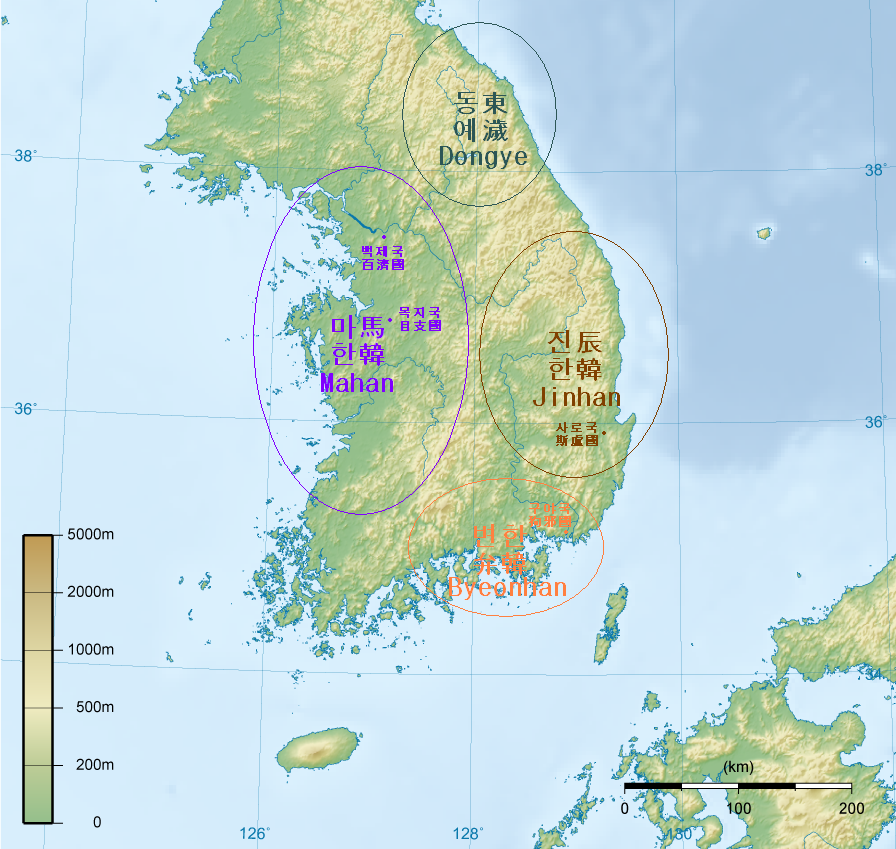
Самхан

Самха́н (кор. 삼한), Три Хана — название трёх союзов корейских племён: Махан, Чинхан и Пёнхан в центральной и южной части Корейского полуострова, которые со временем превратились в Три корейских государства. Этот период в истории страны часто называют периодом ранних корейских государств или периодом Самхан.
Слово «сам» (三) означает «три», а «хан» по-корейски значит «великий» или «лидер». «Хан» на китайском записывается как 韓, 幹 или 刊, однако не имеет ничего общего с «хань» и китайскими династиями, также называющимися «Хань» (漢, 韓). Названия конфедераций отражены в современном названии Южной Кореи, «Тэханмингук» («Нация великого народа Хан», см. статью Названия Кореи.).
Союзы Самхан были сформированы примерно во время распада Кочосона на севере Кореи в 108 году до н. э., тогда же, когда на юге полуострова было создано государство Чин. К четвёртому веку нашей эры Махан полностью вошла в состав Пэкче, Чинхан — в состав Силла, а Пёнхан — в состав Кая, которая затем была поглощена Силлой.

## Три союза
Основные статьи: Пёнхан, Чинхан, Махан
Союзы Самхан являлись конфедерациями городов-государств. Каждое из них имело свою правящую элиту, которая исполняла административные и религиозные функции управления. Хотя каждый из союзов имел своего отдельного правителя, не существует доказательств наличия систематической процедуры престолонаследия.
Название государства Чин продолжало использоваться в названии союза Чинхан и в слове «Пёнджин», альтернативном имени Пёнхана. Вдобавок, некоторые время правители Махана продолжали именовать себя королями Чин, подчёркивая номинальное превосходство над остальными союзами Самхан.
Махан была самой крупной и старой конфедерацией из трёх. Она состояла из 54 небольших городов-государств, одно из которых со временем подчинило себе другие и стало центром нового королевства, известного как Пэкче. Предполагается, что географически Махан располагался в районе современных провинций Чолла-Намдо, Чолла-Пукто, Чхунчхон-Намдо, Чхунчхон-Пукто и части Кёнгидо.
Чинхан состояла из 12 небольших государств, одно из которых со временем подчинило себе остальные и стало центром нового королевства, известного как Силла. Предполагается, что географически Чинхан располагался в бассейне реки Нактон.
Пёнхан состояла из 12 городов-государств, которые далее развились в конфедерацию Кая, со временем вошедшую в состав Силлы. Предполагается, что географически Пёнхан располагался в южной и западной частях бассейна реки Нактон.
В «Наньши» (китайской истории Южных династий) общая численность союза Самхан оценивалась в 100 000 семейств.

## География
Точное географическое положение союзов Самхан является предметом спора. Кроме того, известно, что их границы непрерывно менялись. Согласно «Самгук Саги» Махан находился на территории, впоследствии занятой Когурё, Чинхан — на территории, впоследствии занятой Силла, а Пёнхан — на юго-западе региона, где позже возникло государство Пэкче. Однако китайский документ «Саньгочжи» ставит Махан на юго-запад, Чинхан на юго-восток, а Пёнхан — между ними. Китайцы определяли совокупную окружность их земель в 4000 ли, примерно 1663 км.
Поселения обычно основывались в долинах между гор, где они могли противостоять атакам неприятеля. В качестве убежищ также возводились горные крепости. Города-государства, которые составляли союзы, обычно занимали столько же земли, сколько современные корейские мёны.
Согласно историческим и археологическим источникам речные и морские пути были основными путями сообщения при транспортировке и торговле, поэтому неудивительно, что Чинхан и Пёнхан, с их прибрежным положением преуспевали в торговле, как внутренней, так и внешней.

## Внешние связи
До подъёма Когурё внешние сношения Самхан были ограничены сношениями с китайскими округами, расположенными в северной части полуострова. Самый преуспевавший из этих округов, Лолан, налаживал дипломатические связи с каждым из городов-государств, а не с центральным правительством.
В начале своего развития союзы Самхан платили дань китайским округам. Дань обычно маскировалась под ценные подарки. Каждое из городов-государств получало ярлык, позволявший ему торговать с китайскими округами. Однако, согласно «Саньгочжи», после падения царства Вэй в третьем веке нашей эры, Лолан раздавало ярлыки всем, независимо от объёма платимой дани.
Монеты и драгоценности династии Хань находят по всему полуострову, что свидетельствует о развитой системе торговли с союзами Самхан. Основными предметами экспорта были железо и сырой шёлк. После второго века нашей эры, когда китайское влияние ослабло, железные бруски стали своего рода валютой в торговле между Чинханом и Пёнханом.
Помимо Китая, торговые связи были налажены также и с Японией. Обычно эти связи включали обмен корейского железа на японские изделия из бронзы.